# Russische Botschaft in London

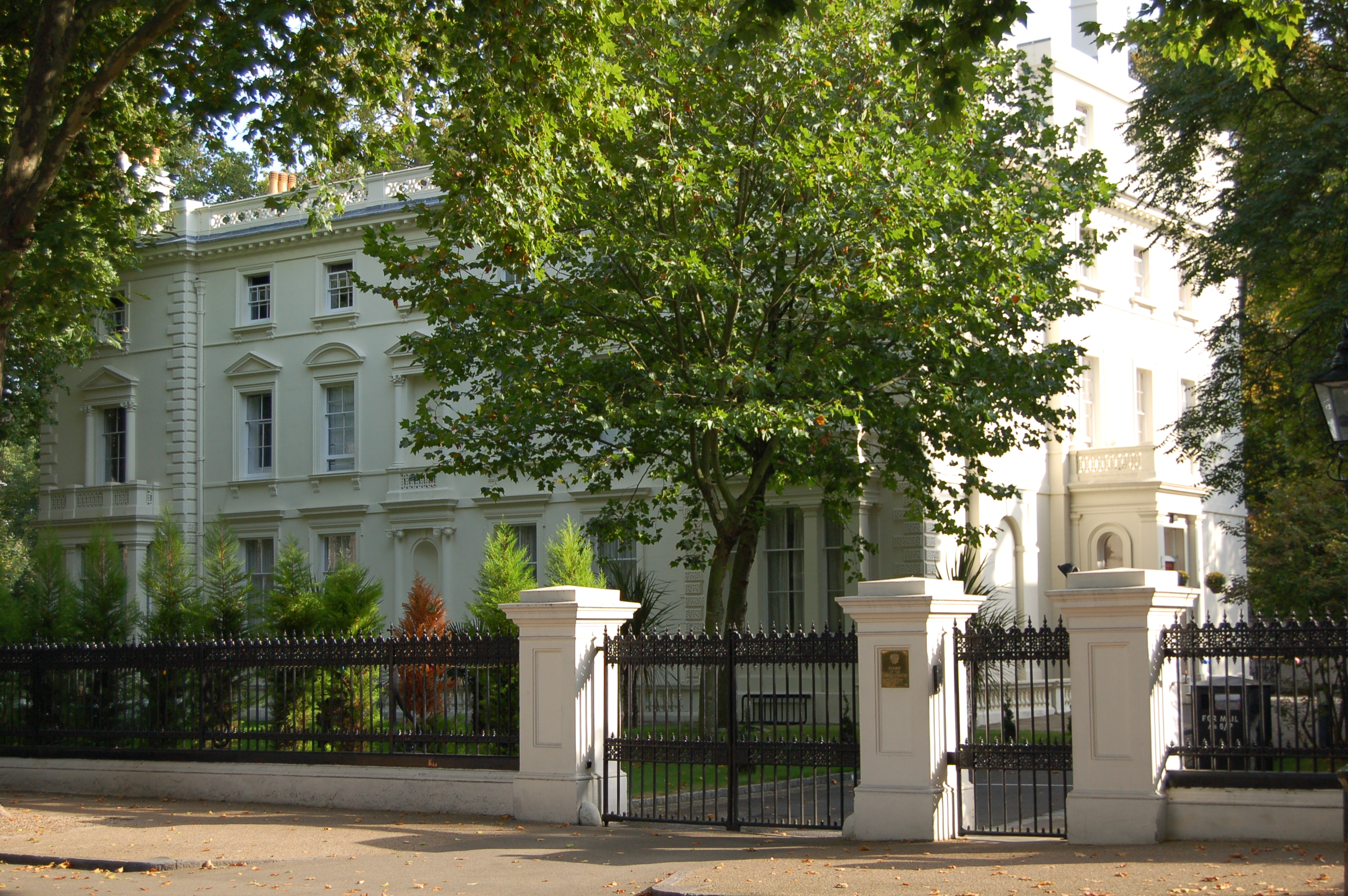
Russische Botschaft in London,
5 Kensington Palace Gardens

Die russische Botschaft in London ist die Auslandsvertretung der Russischen Föderation im Vereinigten Königreich. Das Hauptgebäude der Botschaft befindet sich in 5 und 6–7 Kensington Palace Gardens an der Kreuzung zur Bayswater Road. Der Botschafter residiert in einem eigenen Gebäude in 13 Kensington Palace Gardens; dem sogenannten Harrington House. Das Büro des Militärattachés befindet sich in 44 Millfield Lane, Highgate und die Außenhandelvertretung Russlands in 33 Highgate West Hill, Highgate.
Alexander Jakowenko ist derzeitiger (Stand: August 2017) Botschafter Russlands im Vereinigten Königreich.

## Gebäude
Die Botschaft des russischen Zarenreiches in London stand am Chesham Place, Belgravia. Das Gebäude wurde zur Botschaft der Sowjetunion zwischen 1924 und 1927. Danach wurden die diplomatischen Beziehungen zum Vereinigten Königreich unterbrochen. Ab 1929 zog die Botschaft der Sowjetunion in das Gebäude am Kensington Palace Gardens und wurde nach der Auflösung der UdSSR von der Russischen Föderation übernommen.

## Geschichte
Die Botschaft war immer wieder Schauplatz diplomatischer Auseinandersetzungen zwischen westlichen Staaten und der der Sowjetunion, später Russland.
In der Folge der Vergiftung von Alexander Walterowitsch Litwinenko 2006 weigerte sich die Russische Regierung unter Präsident Wladimir Putin den des Mordes verdächtigen KGB Mitarbeiter Andrei Konstantinowitsch Lugowoi von der Londoner Botschaft abzuziehen, worauf er zur Persona non grata erklärt wurde. Sein Diplomatenpass lief am 16. Juli 2007 ab.
Am 11. September 2011 teilte die Botschaft mit, sie sei über das vorangegangene Wochenende Ziel eines Hackerangriffes geworden und durch eine Denial-of-Service-Attacke sei ihre offizielle Homepage nicht mehr zu erreichen gewesen. Sie richtete daraufhin eine Ersatz-Seite ein.
Die russische Botschaft in Großbritannien reagierte 2016 mit einem Tweet auf die Ausweisung von 35 russischen Diplomaten aus den USA durch den damaligen US-Präsidenten Barack Obama wegen vermuteter Hackerangriffe aus Russland. Sie schrieb, damit habe Obama für ein „Déjà-vu“ aus den Zeiten des Kalten Kriegs gesorgt, man sei „wie jedermann“ froh, das Ende „dieser glücklosen“ Regierung zu sehen.
Die Russische Regierung beschwerte sich 2016, dass Großbritannien nur sehr verzögert Visa für ihr Botschaftspersonal ausstelle. Das Personal könne nicht ersetzt werden, da es an Visa fehle und der Stab müsse demzufolge verkleinert werden, beklagte Botschafter Alexander Jakowenko. Diese Praxis fiel in eine Zeit von Spannungen zwischen Großbritannien und Russland, insbesondere wegen des russischen Engagements im Syrien-Krieg.